# Teo Briones
Mateo Justis Briones (nacido el 11 de enero de 2005) es un actor y músico estadounidense. Es mejor conocido por sus papeles protagónicos como Junior Wheeler en la serie Chucky (2021) de Syfy y USA Network, basada en la serie slasher Child's Play, y como Charlie Reyes en la película de terror sobrenatural Final Destination Bloodlines (2025). También apareció en la serie de drama adolescente de Freeform Pretty Little Liars (2012-2013) y en la serie de suspenso psicológico de Netflix Ratched (2020).

## Primeros años de vida
Briones nació en Oxford, Inglaterra, mientras sus padres estaban de gira. Nacido en una familia de actores, su padre es el actor y cantante filipino Jon Jon Briones y su madre es la actriz y cantante estadounidense Megan Briones ( de soltera Johnson). Su hermana Isa Briones, también es actriz y cantante. Su familia se mudó a Los Ángeles cuando él tenía 3 años y comenzó a actuar y modelar a la edad de 5 años. Además de actuar, también es músico y toca la guitarra, el bajo y la batería. Es competente en XMA, gimnasia, acrobacias, artes marciales cinematográficas y tiene cinturón azul en karate. También tiene experiencia en danza, habiendo recibido formación en hip-hop, ballet y tap.  

## Carrera
En 2012, Briones fue elegido para su primer papel destacado en la popular serie de drama adolescente y misterioso Pretty Little Liars, de forma recurrente durante la tercera y cuarta temporada. Al año siguiente se incorporó a la telenovela Days of our Lives durante seis episodios. Ese mismo año, Briones hizo su debut cinematográfico en la película de comedia dramática Lonely Boy, en la que también aparecía su hermana mayor. En 2017, coprotagonizó la película dramática neo-western Wind River, interpretando al hijo joven de un agente de servicio que investiga el misterioso asesinato de una joven en una reserva nativa americana. En 2020, Briones apareció en la serie de Netflix de Ryan Murphy, Ratched, una precuela de la película de 1975 .
En 2024, Briones fue elegido como uno de los protagonistas de Final Destination Bloodlines (2025), producida por Warner Bros. Pictures, la sexta entrega de la franquicia Destino Final .  Próximamente protagonizará la próxima película Five Nights at Freddy's 2 (2025). 

## Filmografía

### Película
| Año  | Título                       | Role          | Notas                  | Ref.        |
| ---- | ---------------------------- | ------------- | ---------------------- | ----------- |
| 2013 | Lonely Boy                   | Jonny         | Debut en largometrajes |             |
| 2013 | Chase Me Through             | Jon           | Cortometraje           |             |
| 2017 | Wind River                   | Casey Lambert |                        |             |
| 2021 | Agent Revelation             | Larry Higgins |                        | [ 4 ]       |
| 2024 | Agent Recon                  | Larry Higgins |                        |             |
| 2025 | Final Destination Bloodlines | Charlie Reyes | Rol principal          | [ 5 ] [ 6 ] |
| 2025 | Five Nights at Freddy's 2    | Alex          | Postproducción         |             |

### Televisión
| año       | Título               | Role              | Notas                                                       |
| --------- | -------------------- | ----------------- | ----------------------------------------------------------- |
| 2010      | Cutthroat            | Alex Cabrera      | películas de televisión                                     |
| 2011      | Special Agent Oso    | Javier            | Papel de voz; Episodio: "Para Tamales con Amor/Piñata Real" |
| 2011      | Kickin' It           | Young Jack Brewer | Episodio: "Noches de Boo Gi"                                |
| 2011      | Death Valley         | Kid               | Episodio: "Tic... Tic... ¡BOOM!"                            |
| 2012      | Parks and Recreation | Joey              | Episodio: "Pawnee Commons"                                  |
| 2012      | Pretty Little Liars  | Malcolm Cutler    | Papel recurrente; Temporada 3-4 (4 episodios)               |
| 2013      | Days of Our Lives    | Timmy Bernardi    | Papel recurrente; Temporada 12 (6 episodios)                |
| 2013      | Modern Family        | Santa Kid         | Episodio: "El viejo y el árbol"                             |
| 2013–2016 | Doc McStuffins       | Carlos            | Rol de voz; 3 episodios                                     |
| 2014      | Stalker              | Landon Richards   | Episodio: "Piel"                                            |
| 2014      | Disorganized Zone    | Logan             | Episodio: "Etiquetas mortales"                              |
| 2015      | Longmire             | Cade Tall Grass   | Episodio: "Cuatro flechas""                                 |
| 2015      | The Whispers         | Silas             | Episodios: "Nostalgia" y "Viajero en la oscuridad"          |
| 2016      | Lethal Weapon        | Ethan McFadden    | Episodio: "¿Puedo conseguir un testigo?"                    |
| 2017      | Will vs. The Future  | Will Jin          | Piloto no producido                                         |
| 2020      | Ratched              | Peter             | Papel recurrente; 3 episodios                               |
| 2021      | Chucky               | Junior Wheeler    | Papel principal; Temporada 1 (8 episodios)                  |

### Teatro
| Año  | Producción         | Role    | Ubicación                      | Categoría                                               | Notas |
| ---- | ------------------ | ------- | ------------------------------ | ------------------------------------------------------- | ----- |
| 2023 | Opus 9 No. 2       | Dirigir | Compañía de teatro Blank       | Festival de Jóvenes Dramaturgos (Los Ángeles)           | [ 8 ] |
| 2024 | A Long Time Coming | Aliso   | Teatro del escenario principal | Festival de Nuevas Obras de Teatro de Ashland (Ashland) | [ 9 ] |

## Premios y nominaciones
| Otorgar    | Año  | Categoría     | Obra nominada | Resultado | Ref.   |
| ---------- | ---- | ------------- | ------------- | --------- | ------ |
| Premio BAM | 2017 | Mejor reparto | Wind River    | Ganador   | [ 10 ] |